# Radu Dărăban
Radu Dărăban (ur. 6 czerwca 1983 w Klużu-Napoce) – rumuński szermierz specjalizujący się we florecie. W swojej karierze uczestniczył w Igrzyskach Olimpijskich 2012 w Londynie.

## Londyn 2012
| Runda       | Przeciwnik           | Państwo  | Wynik |
| ----------- | -------------------- | -------- | ----- |
| 1/32 finału | Choi Nicholas Edward | Hongkong | 15:8  |
| 1/16 finału | Valerio Aspromonte   | Włochy   | 11:15 |